# Sturmia caesifrons
Sturmia caesifrons är en tvåvingeart som först beskrevs av Macquart 1854.  Sturmia caesifrons ingår i släktet Sturmia och familjen parasitflugor.
Artens utbredningsområde är Frankrike. Inga underarter finns listade i Catalogue of Life.